# Джевецкий, Степан Карлович

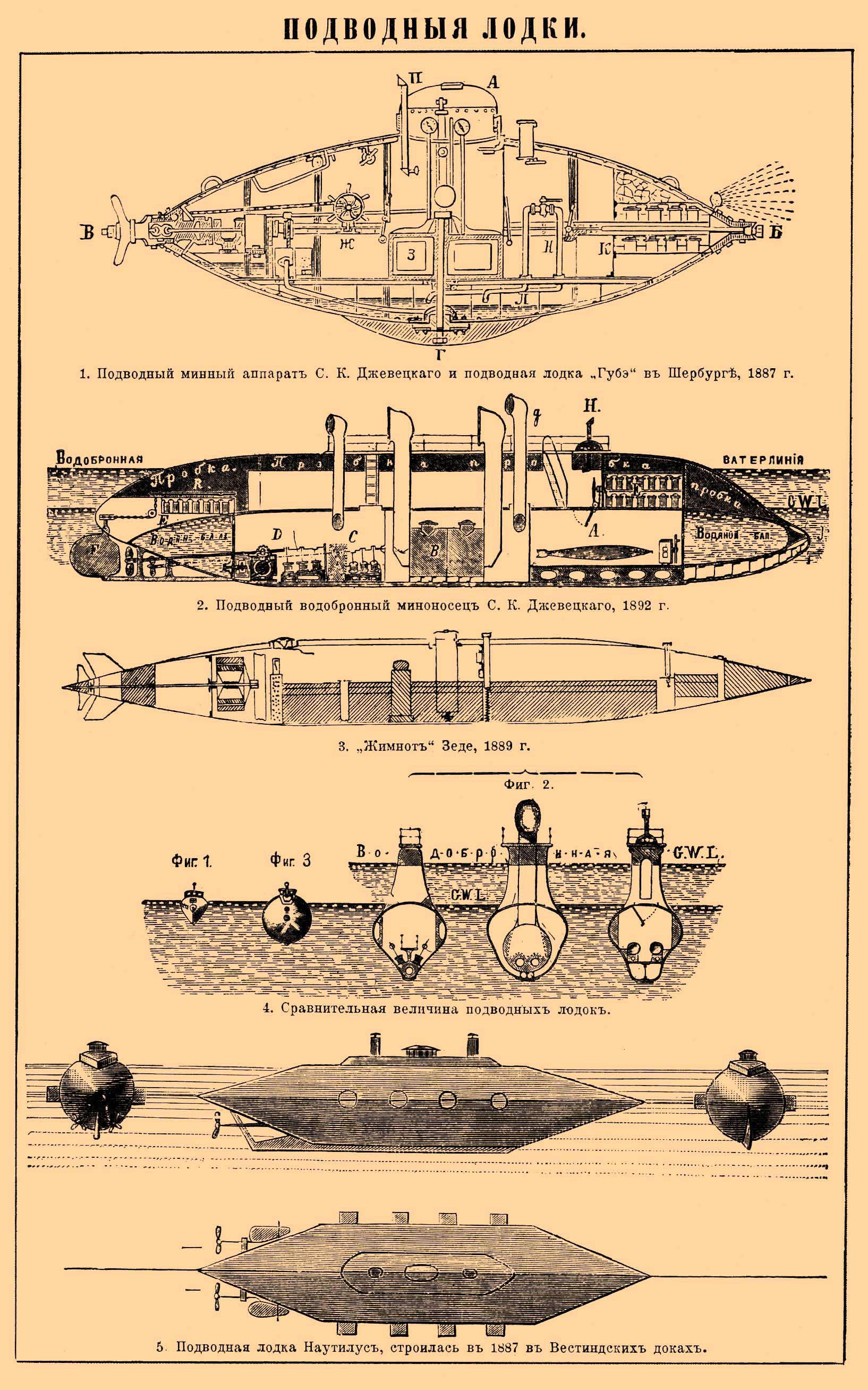
Подводные лодки Джевецкого различных конструкций в Энциклопедии Брокгауза и Ефрона. Между 1890 и 1907.

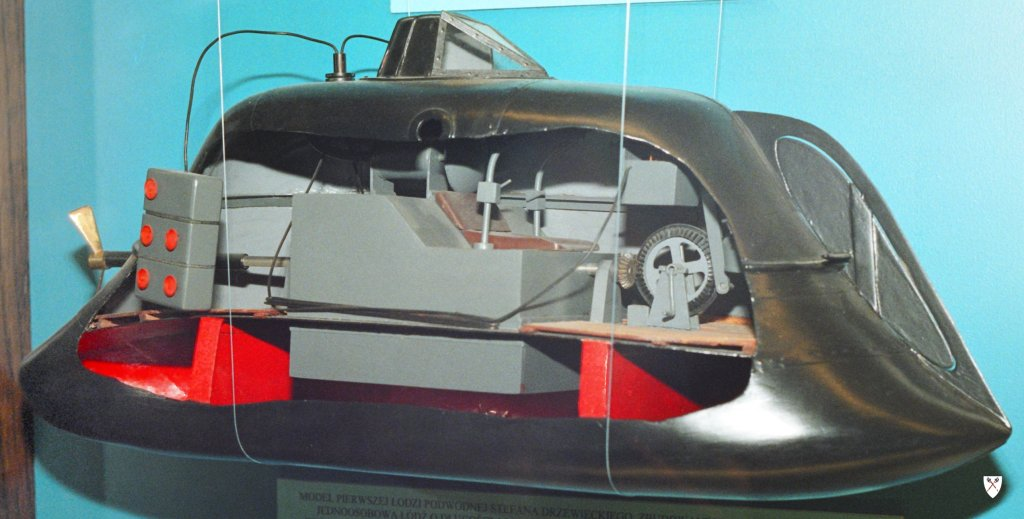
Первая подводная лодка Джевецкого, построенная в Одессе в 1877—1878 гг. Модель в Центральном Морском музее в Гданьске.

 Джеве́цкий Степа́н Ка́рлович (Стефа́н Казими́рович, пол. Stefan Drzewiecki; 26 июля 1843, Кунка, Подольская губерния — 23 апреля 1938, Париж) — русский учёный польского происхождения, инженер, конструктор и изобретатель, автор ряда конструкций подводных лодок.

## Биография
Степан Джевецкий родился в семье богатых и знатных польских дворян. Родители Джевецкого владели обширными поместьями и лесными угодьями на Волыни, большим участком земли в Одессе на самом берегу моря с фруктовым садом и роскошной дачей на Малом Фонтане. У них было несколько домов в Варшаве и квартиры в Петербурге и Париже, где Джевецкие в основном и проживали.
Детство и молодость Джевецкий провёл в Париже, где учился в «École centrale des arts et manufactures». В инженерном училище другом Стефана был Гюстав Эйфель, ставший впоследствии создателем знаменитой стальной башни в Париже, названной именем своего создателя.
Занялся изобретением различных приборов и механизмов. Участвовал во Всемирной выставке 1873 года в Вене, на которой представил несколько оригинальных приборов, нужных механикам и мореплавателям. Приборы увидел и российский наместник в Царстве Польском великий князь Константин Николаевич, который пригласил Стефана Карловича стать совещательным членом Морского технического комитета (МТК). Джевецкий принял предложение и переехал в Санкт-Петербург.
Когда он служил в МТК, началась Русско-турецкая война 1877—1878 годов. Джевецкий без промедления поступил добровольцем-рядовым на Черноморский флот. Принял участие в бою вооружённого парохода «Веста» с турецким броненосцем «Фехти-Булленд» и, как и все нижние чины экипажа, был награждён за храбрость Георгиевским крестом. После этого боя Степан Карлович был демобилизован и поселился на своей даче в Одессе.

## Подводные лодки Джевецкого
Уйдя с военной службы, Джевецкий вернулся к изобретательству и на даче в Одессе разработал свой первый проект боевой одноместной подводной лодки, приводимой в движение силой ног человека, с помощью которой намеревался бороться с турецкими кораблями путём постановки мин под вражеские корабли.
Джевецкий построил эту подводную лодку на одесском заводе Гулье Бланшара за счёт средств купца Родоконаки, Джевецкому помогал механик А. Е. Гарут, однако разработка и постройка заняла более полугода и была завершена лишь в 1878 г., когда война уже закончилась. Стефан Карлович лично испытал свою подводную лодку-велосипед (с педальным приводом на гребной винт).
Узнав о подводной лодке, в Одессу прибыл главный командир Черноморского флота вице-адмирал Н. А. Аркас, которому Джевецкий лично продемонстрировал своё детище на одесском рейде. Во время второго испытания 24 октября 1878 г. конструктор после двадцати минут «блуждания» в поисках баржи, находившейся от него в 200 метрах, смог закрепить при помощи «усов» мину ко дну баржи, а затем отошёл на безопасное расстояние и взорвал её.
Вторая подводная лодка Джевецкого была построена в Санкт-Петербурге на Невском заводе в 1879 году. Она вмещала 4 человека и имела два гребных винта. 29 января 1880 года вторая модель была испытана на Серебряном озере в Гатчине в присутствии наследника российского престола великого князя Александра Александровича (с марта 1881 года — император Александр III), в ходе которых Джевецкий маневрировал под шлюпкой, где находился великий князь, взорвал миной плотик-мишень, а после причаливания преподнёс даме букет её любимых орхидей
После этих испытаний последовал срочный правительственный заказ на изготовление серии из 50 подводных лодок, предназначаемых для обороны приморских крепостей. Перед запуском в серию проект был незначительно доработан, в частности, экипаж сокращён до 3 человек. В 1881 году лодки были построены и распределены по крепостям, однако боевого применения не имели.
Одна лодка осталась в распоряжении Джевецкого. В 1885 году на её основе он создал первую в мире подводную лодку с электрическим двигателем, работавшим от аккумулятора, что послужило началом принципиально нового направления в подводном судостроении. В этом варианте подводной лодки (четвёртом) учёный использовал аккумулятор из губчатого свинца, разработанный Д. А. Лачиновым, которого С. К. Джевецкий хорошо знал по Русскому техническому обществу.
В начале 1890-х годов Джевецкий предложил ряд усовершенствованных проектов подводных лодок с механическим двигателем. За проект подводной лодки водоизмещением около 120 т, имеющей паровую машину, экипаж 12 человек, которую он разработал совместно с А. Н. Крыловым, на Международном конкурсе в Париже в 1898 году ему была присуждена первая премия.
Джевецкий также является автором ряда проектов вооружения подводных лодок. В 1897 году он изобрёл «подводный минный аппарат» (беструбный торпедный аппарат), значительно отличавшийся от ранее существовавших. К началу первой мировой войны усовершенствованные торпедные аппараты, получившие наименование «наружные решетчатые аппараты Джевецкого-Подгорного» (некоторые источники именуют их рамочными аппаратами) были установлены на российских подводных лодках, а также производилась их установка на английские подводные лодки серии «Е», действовавшие на Балтийском море, но выявленные в ходе боевых действий крупные недостатки привели к отказу флота от них.
В 1907 году по проекту Джевецкого была построена подводная лодка «Почтовый» с единым бензиновым двигателем для подводного и надводного хода.
Кроме того, первым в России он сконструировал механический прибор для автоматической прокладки курса корабля на карте.
В 1880-е годы проживал в Санкт-Петербурге по адресу Адмиралтейская наб.,12. С 1892 года жил во Франции, где занимался в основном коммерческой деятельностью. Сотрудничал с Гюставом Эйфелем, с которым подружился ещё в школьные годы.
Серийная подводная лодка Джевецкого

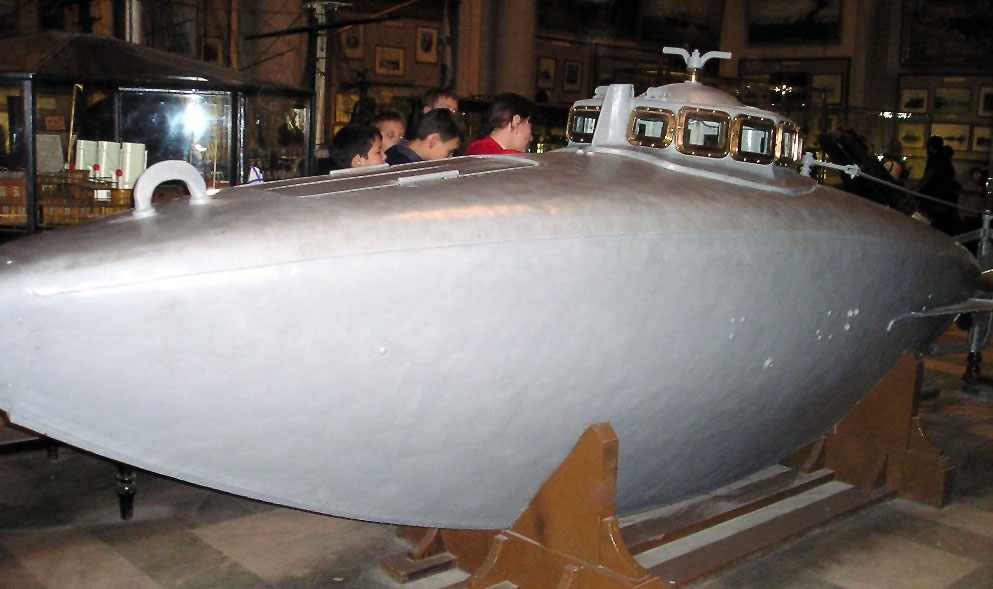
В Центральном военно-морском музее в Санкт-Петербурге.
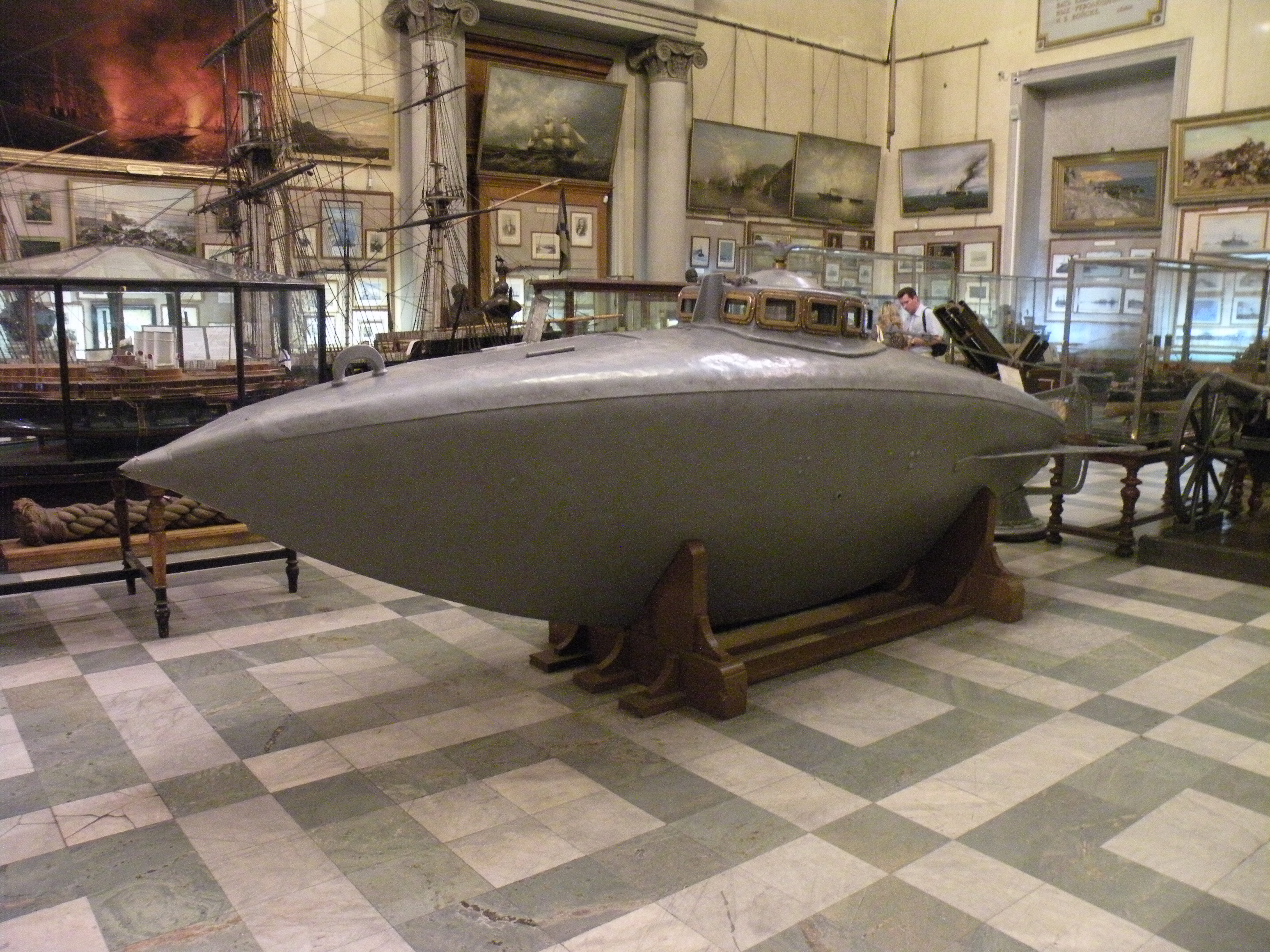
В старом здании Центрального военно-морского музея.
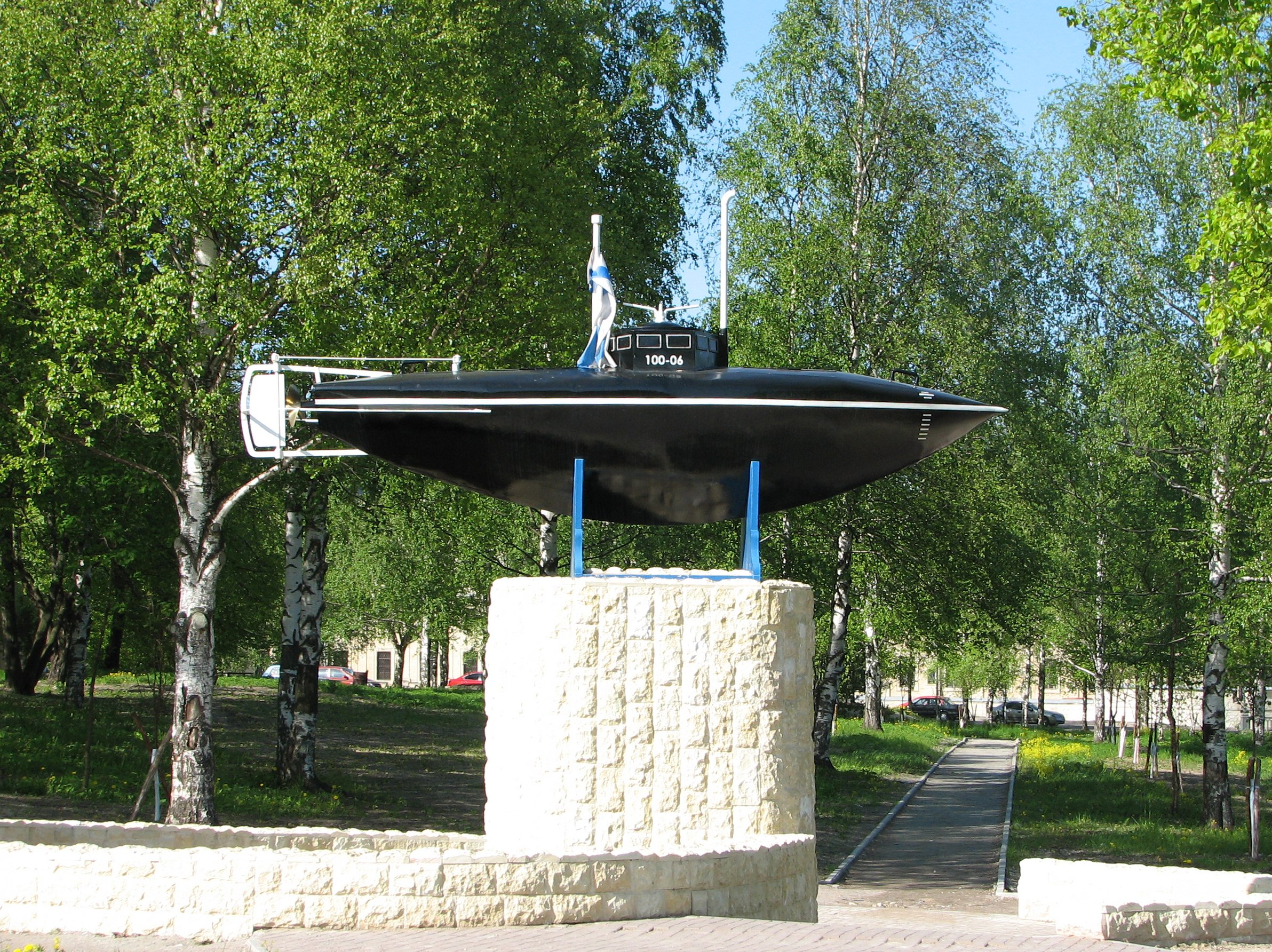
Памятник в Гатчине.

## Самолёт Джевецкого
Помимо изобретения и разработки конструкций подводных лодок, Джевецкий известен как основоположник расчёта воздушных винтов (пропеллеров) и изобретатель самолётов собственной конструкции. В конце XIX века (1885—1891 гг.) Джевецкий опубликовал несколько работ по теории полета птиц и летательных аппаратов тяжелее воздуха, установив условия, при которых такой аппарат может совершать взлёт и управляемый полет: «О сопротивлении воздуха в применении к полету птиц и аэропланов» (1885), «Аэропланы в природе. Опыт новой теории полета» (1887), «Теоретическое решение вопроса о парении птиц» (1891). В 1892 году он разработал теорию расчёта воздушных винтов, опубликованную в его статье «Определение элементов гребных винтов» («Морской сборник», 1892 г.). Эта теория впоследствии была использована Н. Е. Жуковским при разработке теории полёта. Позже С. К. Джевецкий основал завод по производству самолётных пропеллеров собственной конструкции. На воздухоплавательном конгрессе 1889 года в Париже Джевецкий выступил с докладом, указав наиболее выгодный угол атаки крыла (≤2°). Трактат Джевецкого «Общая теория винтов» был награжден премией французской Академии наук в 1920 году.
В 1912 году С. К. Джевецким был построен аэроплан необычной конструкции, имевший две пары крыльев — передние и задние — и задний винт толкающего типа. На самолёте Джевецкого первоначально был установлен двигатель «Labor» мощностью 70 л. с., который в 1914 году был заменен на двигатель «Gnome» на 80 л. с. Заднее крыло — неподвижное трапециевидное, без элеронов, с небольшими рулями направления на концах. Профили крыльев были подобраны по результатам продувок модели самолёта Джевецкого в 1/10 натуральной величины в лаборатории Эйфеля. Передние крылья, меньшей площади, прямоугольные в плане, вращались вокруг оси на 1/3 и служили рулями высоты и крена. По мысли автора, они должны были обеспечивать автоматическую устойчивость самолета. На эту систему поддержания устойчивости самолёта Джевецкий получил два патента в 1909 и 1910 гг. Подробные научные результаты публиковались в 1913 и 1914 году в журнале L’Aérophile
Лётно-технические характеристики самолёта Джевецкого:
- Год выпуска: 1912
- Двигатель, марка: 1 х ПД «Labor» — мощность, л. с.: 1 х 70
- Размах крыла, м: 9,0/5,6
- Площадь крыла, м2: 18,0/8,0
- Масса пустого, кг: 550
- Масса топлива+ масла, кг: 100
- Масса полной нагрузки, кг: 200
- Полетная масса, кг: 750
- Удельная нагрузка на крыло, кг/м2: 29
- Удельная нагрузка на мощность, кг/лс: 10,7
- Весовая отдача, %: 97
- Скорость максимальная у земли, км/ч: 105

За эти изобретения Степана Карловича избрали членом Парижского воздухоплавательного общества (1882 г.) и председателем VII (воздухоплавательного) отдела Русского Императорского технического общества. Академик А. Н. Крылов называл его «дедушкой русской авиации».

## Другие направления работы
В конце жизни С. К. Джевецкий опубликовал несколько научных трудов о кинетической теории газов, выступал по этой тематике с докладами на научных конференциях.

## Память

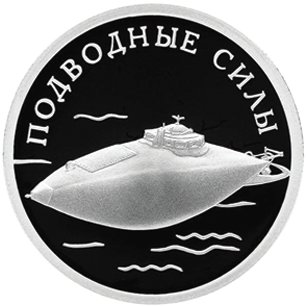
Подводные силы Военно-морского флота ВС России, один рубль, реверс, монета Банка России — Серия: Вооружённые Силы Российской Федерации, изображена подводная лодка изобретателя С. К. Джевецкого.

- Банком России выпущена памятная монета с изображением подводной лодки изобретателя.

### Памятники
- В Одессе в парке Победы С. К. Джевецкому в 2004 году поставлен памятник[18].
- В Гатчине на постаменте в виде памятника установлена модель подводной лодки Джевецкого, стоявшей на вооружении Российского императорского флота (см. фотогалерею).

## Основные труды
- О сопротивлении воздуха в применении к полёту птиц и аэропланов (1887);
- Аэропланы в природе: опыт новой теории полёта (1887);
- Определение элементов гребных винтов (1892);
- Théorie générale de l’hélice (1920).

## Комментарии
1. ↑  По другим сведениям 13 ноября 1879 года.[2]